# Třída Lascos
Třída Lascos je třída raketových člunů řeckého námořnictva. Celkem bylo postaveno 10 jednotek této třídy, která se dělí na podtřídu Lascos a novější Kavaloudis. Plavidla patří do francouzské rodiny raketových člunů typu La Combattante – v tomto případě jde o verzi La Combattante IIIN.

## Stavba
Plavidla navrhla francouzská loděnice Constructions Mécaniques de Normandie (CMN). Celkem bylo ve dvou skupinách postaveno 10 jednotek této třídy. Po čtyřech kusech podtřídy Lascos, postavených loděnicí CMN v Cherbourgu následovalo šest vylepšených plavidel podtřídy Kavaloudis, které postavila řecká loděnice Hellenic Shipyards ve Skaramangasu. Do služby byla plavidla přijata v letech 1977–1981.
Jednotky třídy Lascos:
| Jméno               | Spuštěna | Vstup do služby    | Status                                                  |
| ------------------- | -------- | ------------------ | ------------------------------------------------------- |
| Lascos (P20)        | 1976     | 2. dubna 1977      | aktivní                                                 |
| Blessas (P21)       | 1976     | 19. července 1977  | aktivní                                                 |
| Mikonios (P22)      | 1977     | 8. listopadu 1977  | aktivní                                                 |
| Troupakis (P23)     | 1977     | 10. února 1978     | aktivní                                                 |
| Kavaloudis (P24)    | 1979     | 14. července 1980  | aktivní                                                 |
| Kostakos (P25)      |          |                    | Dne 4. listopadu 1996 ztracen po srážce s civilní lodí. |
| Degiannis (P26)     | 1980     | 11. listopadu 1980 | aktivní                                                 |
| Xenos (P27)         | 1980     | 31. března 1981    | aktivní                                                 |
| Simitzopoulos (P28) | 1980     | 12. října 1981     | aktivní                                                 |
| Starakis (P29)      |          | 12. října 1981     | aktivní                                                 |

## Konstrukce

### TřídaLascos
Hlavňovou výzbroj první skupiny této třídy tvoří dva 76mm kanóny OTO Melara ve věžích na přídi a na zádi, které doplňují dva 30mm dvoukanóny ve věžičkách v zadní části nástavby. Údernou výzbroj plavidel tvoří čtyři protilodní střely MM.38 Exocet. Plavidla byla rovněž vybavena dvěma 533mm torpédomety. Pohonný systém tvoří čtyři diesely MTU 20V 538 TB92, každý o výkonu 12 720 kW. Motory pohánějí čtyři lodní šrouby. Nejvyšší rychlost dosahuje 36,5 uzlu.

### TřídaKavaloudis
Hlavňovou výzbroj druhé skupiny této třídy tvoří dva 76mm kanóny Oto Melara ve věžích na přídi a na zádi, které doplňují dva 30mm dvoukanóny ve věžičkách v zadní části nástavby. Údernou výzbroj plavidel tvoří šest protilodních střel Penguin. Pohonný systém tvoří čtyři diesely MTU 20V 538 TB91, každý o výkonu 11 460 kW. Motory pohánějí čtyři lodní šrouby. Nejvyšší rychlost dosahuje 32,5 uzlu.